# Morrison-Formation

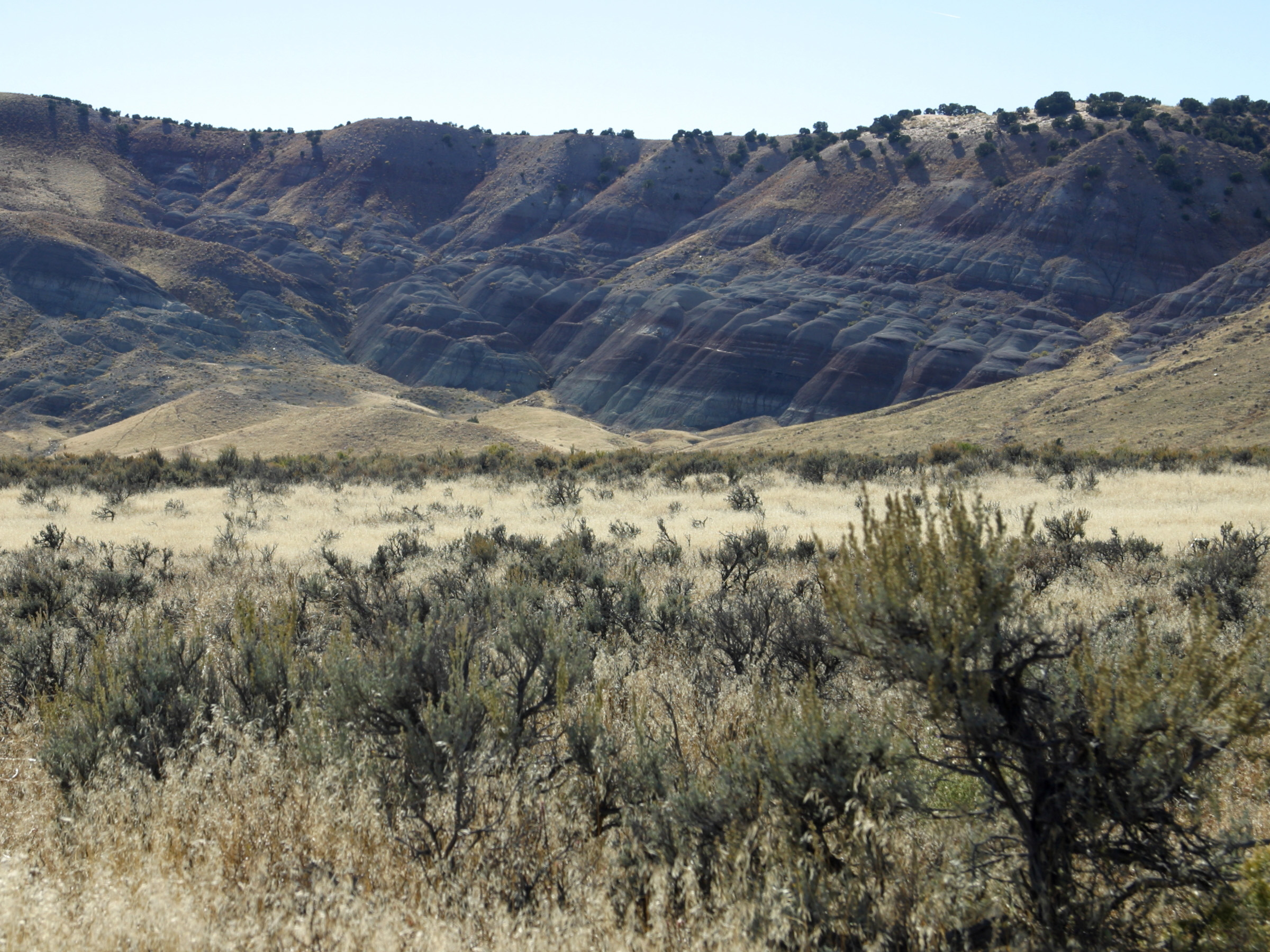
Die charakteristischen Schichten der Morrison-Formation

Die Morrison-Formation ist eine Abfolge von randmarinen und kontinentalen Sedimentgesteinen des späten Jura in den westlichen Vereinigten Staaten und Kanada und die ergiebigste Quelle für Dinosaurier-Fossilien in Nordamerika. Sie besteht aus Tonsteinen, Sandsteinen, Schluffsteinen und Kalksteinen und hat eine hellgraue, grüngraue oder rötliche Farbe. Die meisten Fossilien stammen aus den grünen Schluffsteinablagerungen und aus den unteren Sandsteinen – Bildungen der Flüsse und Überflutungsebenen der Jurazeit.
Die Basis dieser Formation ist in Wyoming und Colorado aufgeschlossen, weitere Aufschlüsse finden sich in Montana, Saskatchewan, Alberta, North Dakota, South Dakota, Nebraska, Kansas, Oklahoma, Texas, New Mexico, Arizona, Utah und Idaho. Die Gesteine der Morrison-Formation erstrecken sich über ein Gebiet von 1,5 Millionen Quadratkilometer. Jedoch streicht nur ein Bruchteil an der Oberfläche aus und kann von Geologen und Paläontologen untersucht werden. Über 75 % – unter anderem im Gebiet der Great Plains – sind von jüngeren Sedimenten bedeckt, und ein Großteil der Morrison-Gesteine wurde von der Erosion zerstört, als die Rocky Mountains gehoben wurden.
Die Morrison-Formation erhielt ihren Namen nach der Stadt Morrison in Colorado, wo die ersten Fossilien im Jahr 1877 von Arthur Lakes entdeckt wurden. Im selben Jahr wurde die Formation zum Zentrum der berühmten Bone Wars (Knochenkriege), die von den Rivalen Othniel Charles Marsh und Edward Drinker Cope ausgetragen wurden und deren Ergebnis 142 Neubeschreibungen von Dinosaurierarten waren.
In Colorado, New Mexico und Utah war die Morrison-Formation außerdem eine bedeutende Quelle für Uranerz.

## Geologische Geschichte
Nach Ergebnissen der radiometrischen Datierung ist die Morrison-Formation an ihrer Basis 156.3 ± 2 Millionen Jahre und an ihrem oberen Ende 146.8 ± 1 Millionen Jahre alt, weshalb sie zum späten Oxfordium, Kimmeridgium und frühen Tithonium (Geologische Stufen) des späten Jura gehört. In ihrem Alter ähnelt sie den Solnhofener Plattenkalken in Deutschland und den Tendaguru-Schichten in Tansania. Im Westen der USA liegt sie zum Teil über den mitteljurassischen Schichten der Summerville-, Sundance-, Bell Ranch-, Wanakah- und Stump-Formation.
Zur Zeit der Ablagerungen war die nördliche Landmasse Laurasia gerade zu den heutigen Kontinenten Nordamerika und Eurasien auseinandergebrochen, obwohl es noch immer verbindende Landbrücken gab. Nordamerika bewegte sich nordwärts und passierte die subtropischen Regionen.
Im Norden erstreckte sich das Sundance-Meer, ein Ausläufer des Arktischen Ozeans, durch die Gebiete des heutigen Kanada bis in die USA hinein. In der Morrison-Formation von Montana wurde Kohle entdeckt, was zeigt, dass der nördliche Teil der Formation entlang des Küstenstreifens nass und sumpfig war. Im Südwesten der Formation wurden Sandsteine gefunden, die durch äolischen Transport (z. B. Sandstürme) entstanden sind, was auf eine wesentlich trockenere, wüstenartige Umgebung mit Sanddünen hindeutet.
Im Colorado-Plateau wird die Morrison-Formation in folgende Schichtglieder (Subformationen) unterteilt:
1. Windy Hill Member: Das älteste Schichtglied. Zu der Zeit gab es Küstenablagerungen an der südlichen Küste des Sundance-Meeres.
2. Tidwell Member: Während der Ablagerung dieser Schicht zog sich das Sundance-Meer bis nach Wyoming zurück und wurde durch eine Landschaft aus Seen und Watten ersetzt.

1. Salt Wash Member: Die erste rein terrestrische Schicht. Die Region war ein halbtrockenes Überschwemmungsgebiet mit saisonalen Watten.
2. Brushy Basin Member: Diese Schicht ist viel feinkörniger als der „Salt Wash Member“ und wird durch Tonstein dominiert, der viel vulkanische Aschen enthält. Flüsse strömten aus dem Westen in ein Becken mit einem großen, als Lake T’oo’dichi’ bezeichneten Salzsee und ausgedehnten Feuchtgebieten.

Die Ablagerung der Morrison-Formation endete vor etwa 147 Millionen Jahre. Oberhalb der Gesteinseinheit folgt eine Diskordanz – für einen 30 Millionen Jahre währenden Zeitraum nach Bildung der Morrison-Formation sind keine Sedimentgesteine belegt. Die darüber liegenden Schichten stammen aus der frühen Kreide und schließen die Cedar Mountain-, Burro Canyon-, Lytle- und Cloverly-Formation mit ein.

## Fossilfunde
Obwohl viele der Fossilien nur fragmentarisch erhalten sind, bieten sie ein gutes Bild der Flora und Fauna der Region während des Kimmeridgiums. Insgesamt war das Klima trocken, die Region ähnelte wohl einer Savanne, obwohl die Vegetation anders war: Es gab weder Gräser noch andere Blütenpflanzen, dafür Koniferen, Ginkgos, Baumfarne und Schachtelhalme. Viele von den fossil überlieferten Pflanzen lebten in Flusstälern. Entlang der Flüsse lebten Fische, Frösche, Salamander, Eidechsen, Krokodile, Schildkröten, Pterosaurier, Krebse, Muscheln sowie Säugetiere, wobei die größten so groß wie Ratten waren.
Die Dinosaurier lebten wahrscheinlich ebenfalls entlang der Flüsse. Hunderte Fossilien von Dinosauriern wurden entdeckt, darunter Camptosaurus, Ornitholestes, verschiedene Stegosaurier (mindestens Stegosaurus und der etwas ältere Hesperosaurus), frühe Ankylosaurier wie Mymoorapelta und Gargoyleosaurus, und eine Reihe von riesigen Sauropoden. Da zumindest von einigen Spezies bekannt ist, dass sie in diesem Gebiet genistet haben (z. B. wurden Camptosaurus-Embryonen entdeckt), geht man davon aus, dass es sich um einen guten Lebensraum für Dinosaurier handelte, die dort nicht nur saisonal lebten.
Sauropoden aus der Morrison-Formation schließen den berühmten, durch ein fast vollständig erhaltenes Skelett bekannten Diplodocus, den am häufigsten gefundenen Camarasaurus, Apatosaurus (früher als Brontosaurus bekannt), Brachiosaurus und seltenere Gattungen wie Barosaurus, Haplocanthosaurus und Suuwassea mit ein. Diese Vielfalt an Sauropoden wirft die Frage auf, wie diese riesigen Pflanzenfresser alle zusammen in diesem Lebensraum existiert haben konnten. Während sie sich in ihrem Körperbau kaum unterscheiden (langer Hals, langer Schwanz und elefantenähnlicher Körper), hatten sie wahrscheinlich unterschiedliche Fressgewohnheiten.
Der größte Fleischfresser der Morrison-Formation ist der populäre Allosaurus; drei Viertel aller Allosaurus-Funde entstammen dieser Formation: mehr als 60 teilweise und nahezu vollständige Skelette, inklusive des Holotypus, des ersten entdeckten Fossils.

## Berühmte Fundorte
Wichtige Fossilien stammen unter anderem aus folgenden Fundorten:
- Bone Cabin, Wyoming

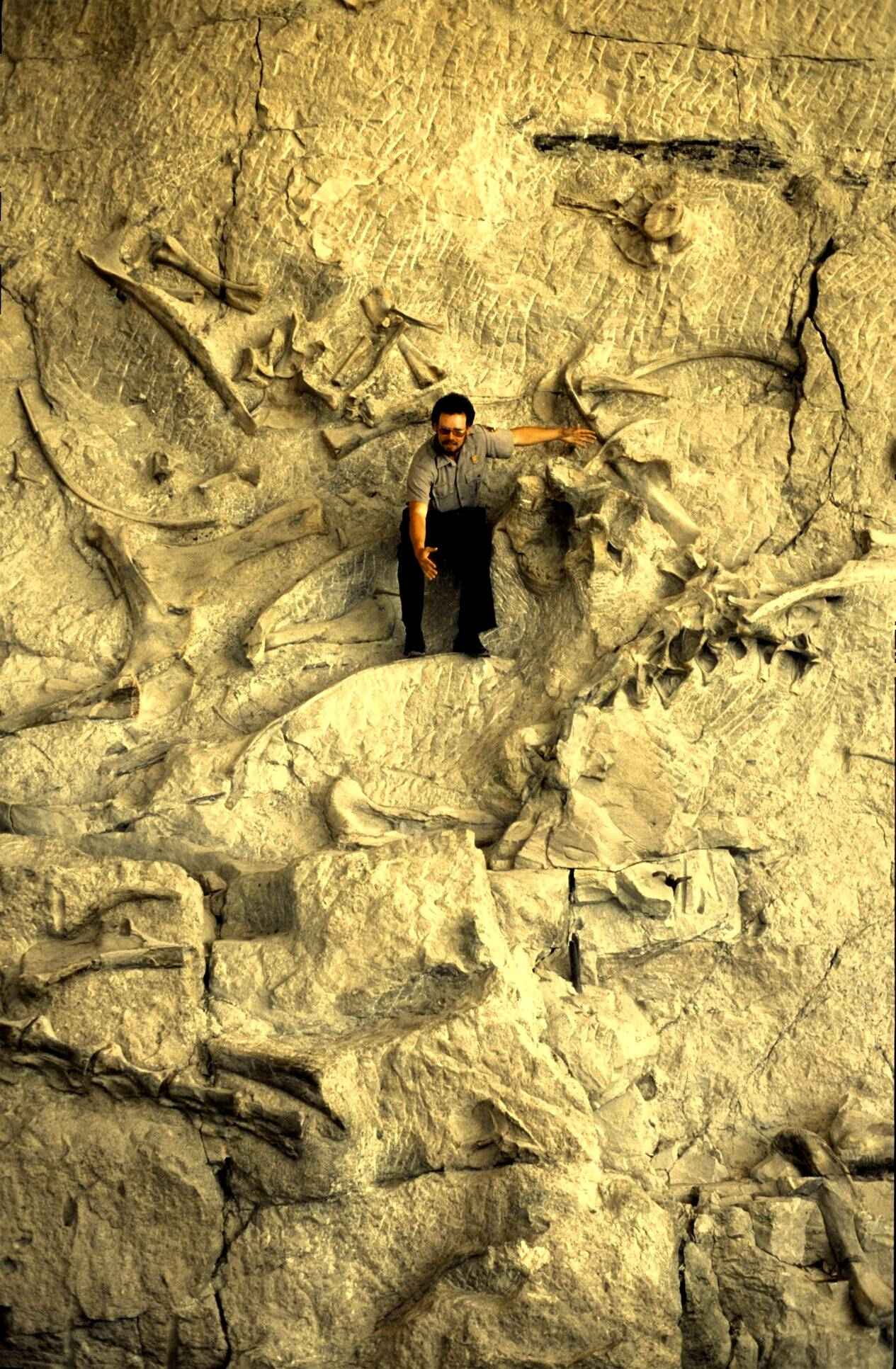
Beim Dinosaur National Monument während einer Führung

- Garden Park, Colorado: Eine der drei großen Fundorte, die die Paläontologen Othniel Charles Marsh und Edward Drinker Cope während der Knochenkriege im Jahr 1877 entdeckten, obwohl die meisten Funde zu unvollständig sind, um sie zu klassifizieren (nomina dubia). 1992 wurde hier ein Skelett von Stegosaurus stenops entdeckt, das seine Knochenplatten in ihrer ursprünglichen Lage zeigt – dies bestätigt, dass die Knochenplatten in zwei Reihen über dem Rücken des Tieres angeordnet waren.
- Cleveland-Lloyd Quarry, Utah: Dieser Fundort wurde 1937 von Lee Stokes entdeckt und war einst ein Schlammloch, in dem mehrere Sauropoden stecken blieben. Die Sauropoden lockten Fleischfresser an, die jedoch ebenfalls versanken und ihren Tod fanden. Der Großteil der Allosaurus-Funde stammt aus dieser Fundstelle, aber auch die einzigartigen Funde Stokesosaurus und Marshosaurus.
- Como Bluff, Wyoming: Einer der berühmtesten Fundorte in Nordamerika. Er wurde zuerst von Cope untersucht, und dann insbesondere von Marsh im Jahr 1877. Aus Como Bluff stammen viele verschiedene Sauropoden und Nicht-Dinosaurier-Spezies. Neben der Morrison-Formation sind in dieser Lokalität die Cloverly-Formation der frühen Kreide und einige triassische Schichten aufgeschlossen.

- Dinosaur National Monument, Utah
- Dry Mesa Quarry, Colorado: Diese Fundstelle ist durch sehr verschiedenartige Funde bekannt. Die erste Grabung wurde 1972 von der Brigham Young University durchgeführt. Einzigartige Funde schließen Supersaurus mit ein, einen der längsten bekannten Dinosaurier; weitere Funde sind die Chimäre Ultrasauros sowie der große Karnivore Torvosaurus.
- Fruita Paleontological Resource Area: Bei diesem Gebiet handelt es sich um Badlands südlich von Fruita, Colorado, die von George Callison von der University of California erforscht wurden. Zahlreiche Funde von Säugetieren, Eidechsen und Krokodilen entstammen dieser Lagerstätte. Kürzlich wurde Fruitafossor aus diesem Gebiet beschrieben.

## Wirbeltierfauna
Es folgt eine Auflistung der gefundenen Wirbeltiere, wobei nur beschriebene Taxa aufgeführt werden. Die Informationen stammen zum Großteil aus Foster und der Homepage von Familie Dykes.

### Fische
Es wurden sowohl Strahlenflosser als auch Fleischflosser gefunden. Die gefundenen Strahlenflosser schließen Hulettia hawesi, Morrolepis schaefferi und weitere nicht identifizierte Funde mit ein, während sich unter den Fleischflossern Lungenfische (Dipnoi) der Gattung Ceratodus finden, einschließlich Ceratodus guentheri, C. fossanovum und C. robustus.

### Amphibien
Amphibien der Morrison-Formation schließen Frösche sowie Salamander mit ein. Zu den Fröschen gehören die Funde Enneabratrachus hechti und Rhadinosteus parvus, während Salamander mit Comonecturoides marshi und zwei weiteren, noch nicht benannten Skeletten aus dem Dinosaur National Monument vertreten sind.

### Schildkröten
Schildkröten sind sehr häufige Fossilien in der Morrison-Formation, da sie durch ihre Schilde am ehesten erhalten bleiben. Am häufigsten ist Glyptops plicatus, nicht ganz so häufig ist Dinochelys whitei. Weitere Schildkröten sind Dorsetochelys buzzops und Uluops uluops.

### Sphenodonten, Schuppenkriechtiere und Choristodera
Die Morrison-Formation beherbergt verschiedene kleine Reptilien: Sphenodonten sind durch Opisthias rarus, Eilenodon robustus und Theretairus antiquus vertreten, Schuppenkriechtiere (Squamata) durch Dorsetisaurus sp., Paramacellodus sp., Parviraptor gilmorei, Saurillodon sp., und Schilleria utahensis. Die zu den Choristodera gehörenden Champsosauriden (Wasserreptilien mit oberflächlichen Ähnlichkeiten mit den Krokodilen) werden von Cteniogenys antiquus repräsentiert.

### Krokodile
Die Krokodile waren mit einer großen Bandbreite von verschiedenen Größen und Habitaten häufig. Zu den Mesosuchiern gehören Hallopus victor und Fruitachampsa callisoni, modernere Krokodile schließen Goniopholis felix (häufig), G. gilmorei, G. lucasi, G. stovalli, Hoplosuchus kayi, und Macelognathus vagans mit ein.

### Pterosaurier
Die Pterosauria (oder Flugsaurier) sind aufgrund ihrer zerbrechlichen Knochen in der Morrison-Formation sehr selten. Es sind mehrere Arten bekannt, sowohl langschwänzige Arten (Rhamphorhynchoideen) als auch kurzschwänzige Arten (Pterodactyloideen). Die Rhamphorhynchoideen schließen Comodactylus ostromi, Harpactognathus gentryii, und Utahdactylus kateae mit ein, während die Pterodactyloideen mit Dermodactylus montanus, Kepodactylus inseperatus, Laopteryx priscus und Mesadactylus ornithosphyos vertreten waren.

### Theropode Dinosaurier
Theropoden, die karnivoren Dinosaurier, kommen mit mehreren Typen vor. Die primitiveren Formen, die Ceratosaurier und die Megalosauriden, schließen Ceratosaurus nasicornis, C. dentisulcatus, C. magnicornis, Elaphrosaurus sp., Torvosaurus tanneri (evtl. einschließlich Edmarka rex) mit ein. Die Allosauriden waren Allosaurus fragilis (einschließlich Epanterias amplexus), A. neue Spezies, Antrodemus valens, und der gigantische Saurophaganax maximus. Coelurosaurier, fortgeschrittenere Theropoden, waren Coelurus fragilis, Ornitholestes hermanni, Tanycolagreus topwilsoni, der eventuelle Troodontide Koparion douglassi, und der definitive Troodontide WDC DML 001. Des Weiteren wurde Stokesosaurus clevelandi gefunden, der vielleicht ein früher Tyrannosauroide war. Marshosaurus bicentesimus war ein mittelgroßer Theropode unbekannten Typs, der vielleicht mit den Allosauriden verwandt war.

### Sauropode Dinosaurier
Die Sauropoden, gigantische langhalsige Herbivoren, gehören zu den häufigsten und populärsten Fossilien der Formation. Einige haben ungewisse Verwandtschaftsbeziehungen, wie „Apatosaurus“ minimus, Haplocanthosaurus priscus und H. delfsi. Die Brachiosauriden wie Brachiosaurus altithorax waren selten, aber verwandte Gattungen wie Camarasaurus supremus, C. grandis, C. lentus und C. lewisi waren sehr häufig. Häufig waren auch die langen Diplodociden Apatosaurus ajax, A. excelsus („Brontosaurus“), A. louisae, A. parvus, Atlantosaurus montanus, Barosaurus lentus, Diplodocus longus, D. carnegii, D. hallorum (früher Seismosaurus), „D.“ hayi, „D.“ lacustris, Dyslocosaurus polyonychius, Eobrontosaurus yahnahpin, und der gigantische Supersaurus vivianae (inklusive Dystylosaurus edwini und Ultrasauros macintoshi). Andere, mit den Diplodociden verwandte Diplodocoideen waren seltener, wie Amphicoelias altus, der gigantische A. fragilimus sowie Suuwassea emiliae.

### Ornithischia
Die herbivoren Ornithischia (Vogelbeckendinosaurier) weisen in der Morrison-Formation eine große Diversität auf, waren aber nicht so häufig wie die Sauropoden. Nicht einordbare Mitglieder dieser Gruppe sind Echinodon, ein eventueller Heterodontosauride, und der dubiose Tichosteus lucasanus sowie T. aequifacies.
Die mit Rückenplatten ausgestatteten Stegosauriden waren mit Hesperosaurus mjosi, Hypsirophus discursus, Stegosaurus armatus (evtl. inklusive S. ungulatus), S. stenops und „S.“ longispinus vertreten. Ankylosaurier (Gepanzerte Dinosaurier) werden erst seit den 1990ern entdeckt, so sind heute Gargoyleosaurus parkpinorum und Mymoorapelta maysi bekannt. Ornithopoden waren in mehreren Formen vertreten. Die kleinen Hypsilophodontiden schließen Drinker nisti, Laosaurus celer, „L.“ gracilis, Nanosaurus agilis, Othnielia rex und Othnielosaurus consors mit ein. Größere, aber ähnlich aussehende Arten waren die Dryosauriden, die durch Dryosaurus altus repräsentiert waren. Noch größer war der häufige Camptosaurus dispar, der vielleicht Brachyrophus altarkansanus und Symphyrophus musculosus mit einschließt. Dryosauriden und Camptosauriden waren frühe Iguanodonten, eine Gruppe, die später die Hadrosauriden (Entenschnabeldinosaurier) hervorbringen sollte.

### Säugetiere
Viele Arten früher Säugetiere (Mammalia) sind aus der Morrison-Formation bekannt, die fast alle kleine, nagetierähnliche Tiere waren. Eine nicht einzuordnende Art ist Fruitafossor windscheffeli. Weiter sind Docodonten wie Docodon (D. victor, D. striatus und D. superbus) und Peraiocynodon sp. bekannt, ebenso Multituberculata wie Ctenacodon serratus (C. laticeps, C. scindens, „C.“ brentbaatar), Glirodon grandis, Psalodon fortis (?P. marshi, P. potens) und Zofiabaatar pulcher. Triconodonten schließen Aploconodon comoensis, Conodon gidleyi (AKA Phascolodon und Phascolotheridium), Priacodon ferox (P. fruitaensis, P. gradaevus, P. lulli, P. robustus), Triconolestes curvicuspis und Trioracodon bisulcus mit ein. Symmetrodonten waren Amphidon superstes, Eurylambda aequicrurius (vielleicht Tinodon) und Tinodon bellus (einschließlich T. lepidus). Schließlich waren zwei Familien der Dryolestoidea anwesend: die Paurodontidae, inklusive Araeodon intermissus, Archaeotrigon brevimaxillus, A. distgamus, Comotherium richi, Euthlastus cordiformis, Foxraptor atrox, Paurodon valens, Pelicopsis dubius und Tathiodon agilis; und die Dryolestidae, einschließlich Amblotherium gracilis, der häufig gefundene Dryolestes obtusus, D. priscus, D. vorax, Laolestes eminens, L. grandis und Miccylotyrans minimus.